# Consell de Partits Turcmans
El Consell de Partits Turcmans és una organització unitaris de diversos partits polítics turcmans sorgida el 2008 després del trencament del Front Turcman Iraquià.
Al cinquè congrés a Kirkuk del 10 a 15 de juliol de 2008 van emergir diferències internes al Front. Molts notables (la majoria de Mossul i Tal Afar) van refusar votar per un nou president. El Partit de Turkmeneli i el Partit de la Decisió dels Turcmans es van retirar. El primer considerava que s'havia de demanar una entitat autònoma turcman després de dividir el nord de l'Iraq en tres zones autònomes: Mossul (sota administració turcman-assíria i altres), Kirkuk (sota administració turcman-kurda) i Kurdistan (sota administració kurda). El Front dels Turcmans es va constituir en partit polític unificat deixant de ser un front de diversos partits. No obstant diversos partits es van negar a ser dissolts i es van reagrupar en el Consell de Partits Turcmans, format per:
- Partit Nacional Turcman Iraquià
- Moviment Turcman d'Independents
- Partit Turcman de la Justícia (Iraqk Turkmen Adalet Partisi)
- Partit Turcman Islamic